# 릴리프웹
릴리프웹(ReliefWeb, RW)은 1996년 유엔 산하로 설립된 인도주의 관련 포털 사이트이다. 2023년 7월 들어 1백만건이 넘는 인도주의적 상황 보고서, 보도자료, 평가, 지침, 지도 및 인포그래픽을 수집해 업로드하고 있다. 이 포털 사이트는 국제적인 인도주의 단체가 긴급 구호나 지원을 효과적으로 제공할 수 있도록 지원 자료를 제공하는 독립적인 정보 출처에 해당한다. 이 포털은 인도주의적 위기가 전개되면서 나오는 정보를 전달함과 동시에 "잊혀진 긴급 상황"에 대한 정보를 제공한다.